# Hydrophylax bahuvistara
Hydrophylax bahuvistara es una especie de anfibio anuro de la familia Ranidae.

## Distribución geográfica
Esta especie es endémica de la India. Se encuentra en Karnataka, Goa, Maharashtra y Madhya Pradesh.

## Descripción
Los machos miden de 33.7 a 73.3 mm y las hembras de 39.7 a 80.1 mm.

## Publicación original
- Padhye, Jadhav, Modak, Nameer & Dahanukar, 2015 : Hydrophylax bahuvistara, a new species of fungoid frog (Amphibia: Ranidae) from peninsular India. Journal of Threatened Taxa, vol. 7, p. 7744–7760[3]